# Rede Wladimir Putins zur Annexion der Krim am 18. März 2014

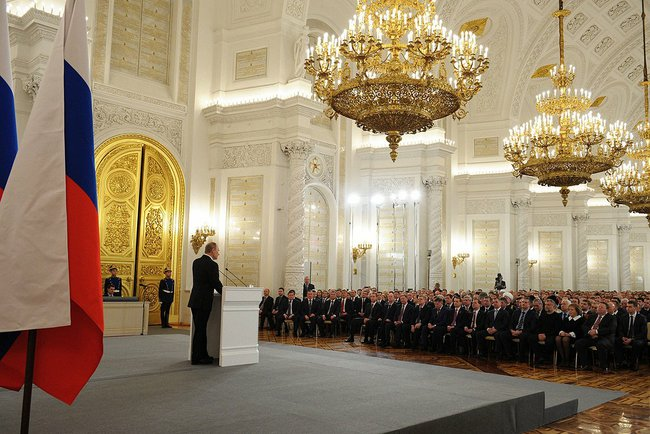
Wladimir Putin im Georgssaal des Kreml bei seiner Rede vom 18. März 2014

Die Rede Wladimir Putins zur Annexion der Krim am 18. März 2014 fand im Georgssaal des Großen Kremlpalasts vor den Mitgliedern des Föderationsrates und Abgeordneten der Duma statt. Am gleichen Tag annektierte Russland völkerrechtswidrig die ukrainische Halbinsel Krim.

## Inhalt der Rede
Putin bezeichnete zunächst das am 16. März 2014 auf der Krim abgehaltene rechtswidrige Referendum über den Status der Krim als „überzeugend“. Dieses Referendum – so die Behauptung Putins – habe demokratischen Standards entsprochen und sei im Einklang mit internationalem Recht abgelaufen. Die russische Annexion der Krim rechtfertigte Putin mit Verweisen auf die Geschichte und mit der Stimmung in der Bevölkerung auf der Krim und in Russland, nicht ohne auf die „Sünden“ der Bolschewisten hinzuweisen, welche Teile des historischen Südens Russlands der Ukrainischen Republik angeschlossen hätten.
Der russische Präsident ging dann auf die 1954 getroffene Entscheidung der sowjetischen Regierung ein, die Krim der Ukrainischen Sowjetrepublik anzugliedern. Diese Entscheidung sei ein Fehler und eine Verletzung der damals gültigen verfassungsmäßigen Normen gewesen und sei „in Hinterzimmern gefallen“. Als 1991 die Sowjetunion zerfallen sei, seien „die Russen zum größten verstreuten Volk der Welt geworden“. Die russische Regierung sei lange zu schwach gewesen um die Rechte des russischen Volkes zu verteidigen.
Für die friedlichen Proteste im Rahmen des Euromaidan äußerte Putin Verständnis; es sei legitim, gegen Korruption, ineffiziente Verwaltung und Armut zu protestieren. Hinter den Ereignissen stünden jedoch „Nationalisten, Neonazis, Russophobe und Antisemiten“, welche nun mittels „Terror, Mord und Pogromen“ über die Ukraine bestimmten; den herbeigeführten Machtwechsel in der Ukraine bezeichnete Putin als einen Staatsstreich: In der Ukraine gebe es derzeit keine legitime exekutive Macht und daher niemanden, mit dem man verhandeln könnte. Im Zusammenhang mit angedrohten Repressionen und Strafaktionen hätten sich die Bewohner der Krim und Sewastopols hilfesuchend an Russland gewandt.
Putin erklärte, Russland lehne eine Spaltung der Ukraine ab. „Wir wollen keine Spaltung der Ukraine, wir brauchen das nicht“. Putin erklärte auch, dass auf der Krim die Minderheitenrechte eingehalten werden sollen und es in Zukunft drei gleichberechtigte Amtssprachen geben solle: russisch, ukrainisch und krim-tatarisch.
Der russische Präsident äußerte Kritik an den Vereinigten Staaten, welche „nach dem Recht des Stärkeren“ agierten und den UNO-Sicherheitsrat ignorierten. So sei es 1999 gewesen, als auf Belgrad Bomben geworfen worden seien, und die Intervention im Kosovo begonnen habe (nachdem Russland im Sicherheitsrat mit seinem angedrohten Veto eine UNO-Mission verhindert hatte). Auch Libyen sei bombardiert worden, obschon der UNO-Sicherheitsrat nur eine UN-Flugverbotszone angeordnet hätte. Auch bei der NATO-Osterweiterung sei Russland vor vollendete Tatsachen gestellt worden. In der Ukraine habe der Westen nun, eine „rote Linie“ überschritten und sich „unprofessionell und verantwortungslos“ verhalten.
Die Annexion der Krim verglich Putin mit der deutschen Wiedervereinigung. Russland habe 1990 im Gegensatz zu einigen anderen Ländern ausdrücklich dem Willen des deutschen Volkes für eine Einheit zugestimmt. Nun solle auch das Streben der Russen und Russlandfreunde, die Einheit der historischen Russlands, die Russki Mir, wiederherzustellen, akzeptiert werden. Putin wies Vorwürfe des Westens zurück, Russland habe auf der Krim gegen internationales Recht verstoßen. Zwar sei die Zahl der russischen Streitkräfte auf der Halbinsel aufgestockt worden. Aber dies sei im Rahmen der zulässigen Zahl für die Stationierung der russischen Schwarzmeerflotte erfolgt. Der russische Präsident lobte die ukrainischen Militärangehörigen auf der Krim dafür, dass sie sich „ruhig verhalten hätten und ihre Hände nicht mit Blut beschmiert hätten“. Weiterhin äußerte er „an das Volk der Ukraine“ gerichtet u. a.:

„Wir haben stets die territoriale Integrität des ukrainischen Staates respektiert […] Schenken Sie jenen keinen Glauben, die Ihnen in Bezug auf Russland Angst einjagen wollen, die schreien, dass nach der Krim andere Regionen folgen würden.“

Zum Abschluss seiner Ansprache stellte Putin den Antrag die Krim und Sewastopol in die Russische Föderation aufzunehmen. Direkt nach der Rede unterzeichnete der russische Präsident dann gemeinsam mit dem Regierungschef und dem Parlamentspräsidenten der Krim das entsprechende Anschlussabkommen.

## Reaktionen und Rezeption in den Medien
Die Bundesregierung wies Putins Vergleich zwischen den Ereignissen auf der Krim und der deutschen Wiedervereinigung zurück. Regierungssprecher Steffen Seibert erklärte, die deutsche Einheit habe zwei getrennte Staaten gleicher Nation wieder zusammengeführt. Das russische Eingreifen führe dagegen zu einer Teilung der Ukraine. Außerdem sei die deutsche Einheit von der internationalen Gemeinschaft begleitet worden, was in der Krim-Krise nicht der Fall sei.
Die britische Regierung antwortete am 21. März auf die Rede und wies explizit sieben Falschdarstellungen zurück: Dies betraf die Legitimität des Referendums vom 16. März sowie den Vorwurf Putins an die ukrainische Übergangsregierung in Hinblick auf in Wahrheit nicht existierende gewaltsame Übergriffe. Zu diesem Punkt hielt die britische Regierung fest: „The single greatest destabilizing force in Ukraine right now is Russia.“ (Zurzeit ist Russland die bedeutendste destabilisierende Kraft in der Ukraine). Weiter wies die britische Regierung die Behauptungen Putins betreffs einer Diskriminierung der russischen Sprache zurück. Somit sei die Situation auf der Krim nicht vergleichbar mit der Situation, die 1999 im Kosovo geherrscht habe. Falsch seien auch die Behauptungen Putins, es gäbe in der Ukraine keine legitime Regierung und russisches Militär sei auf der Krim nur im Rahmen internationaler Vereinbarungen zum Einsatz gekommen.
Die Washington Post stellte dem von Putin ausgesuchten Zitat, wonach die Bewohner der Krim "wie ein Sack Kartoffeln" an die Ukraine weiter gereicht worden seien, jene Abstimmung von 1991 gegenüber, in welcher Sewastopol noch deutlicher als die gesamte Krim für die Ukraine votiert hatte.
In einer Rede in Brüssel am 26. März 2014 erklärte US-Präsident Barack Obama, dass die Welt die Annexion der Krim nicht akzeptieren dürfe. Russlands Führung „greife Wahrheiten an, die noch vor Wochen selbstverständlich waren: dass im 21. Jahrhundert die Grenzen in Europa nicht mit Gewalt neu gezeichnet werden können“. Weiterhin widersprach Obama einer Gleichsetzung der Situation auf der Krim mit der Loslösung des Kosovo von Serbien: „Kosovo hat Serbien auch erst nach einem Referendum verlassen, das nicht außerhalb der Grenzen des Völkerrechts und in sorgfältiger Zusammenarbeit mit den Vereinten Nationen sowie den Nachbarn Kosovos organisiert worden war. Die Ereignisse auf der Krim sind damit nicht annähernd vergleichbar.“
In Reaktionen deutschsprachiger Medien auf die Rede Putins, so auf Spiegel Online, wurde hervorgehoben, der russische Präsident habe seine Ansprache in erster Linie an den Westen gerichtet bzw. mit dem Westen abgerechnet. Er habe keinen Spielraum für einen Kompromiss gelassen und stattdessen die Wiederkehr Russlands als Großmacht proklamiert. Zum Kosovo-Vergleich meinte die FAZ schon zuvor: „Erst als Russland eine Ermächtigung zur Gewaltanwendung nicht mittrug, trat die Nato auf den Plan. Insgesamt bemühte die Nato sich, im Einklang mit den Vereinten Nationen zu handeln. Das ist etwas komplett anderes als eine gewaltsame Landnahme.“